# Sergio Uribe
Sergio Uribe es un deportista mexicano que compitió en judo. Ganó una medalla de bronce en el Campeonato Panamericano de Judo de 1976, en la categoría de –80 kg.

## Palmarés internacional
| Campeonato Panamericano | Campeonato Panamericano | Campeonato Panamericano | Campeonato Panamericano |
| Año                     | Lugar                   | Medalla                 | Categoría               |
| ----------------------- | ----------------------- | ----------------------- | ----------------------- |
| 1976                    | Maracaibo (Venezuela)   | Medalla de bronce       | –80 kg                  |